# Nahuel Tenaglia
Nahuel Tenaglia (Saladillo, 21 febbraio 1996) è un calciatore argentino, difensore dell'Alavés.

## Caratteristiche tecniche
È un terzino destro.

## Carriera
Cresciuto nelle giovanili del Boca Juniors, nel 2013 è stato acquistato dall'Atlanta.
Ha esordito il 5 luglio 2017 in occasione del match perso 1-0 contro il Dep. Español.
Nel 2017 si è trasferito al Talleres (C).
Il 12 gennaio 2022 viene acquistato dall'Alavés.